# Apsar
Apsar (abch. аҧсар) – jednostka monetarna Abchazji. Obecnie emitowane są jedynie monety i banknoty pamiątkowe, faktyczną jednostką monetarną jest rubel rosyjski. Formalny kurs apsara – 1 apsar = 10 rubli rosyjskich. 

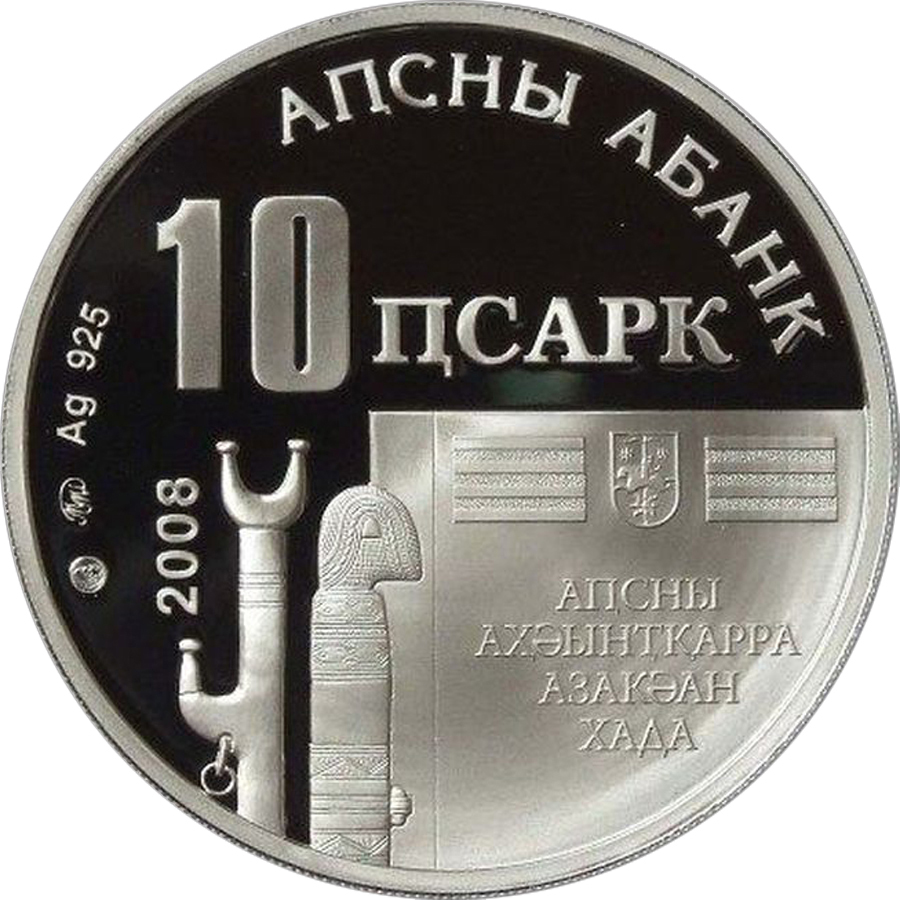
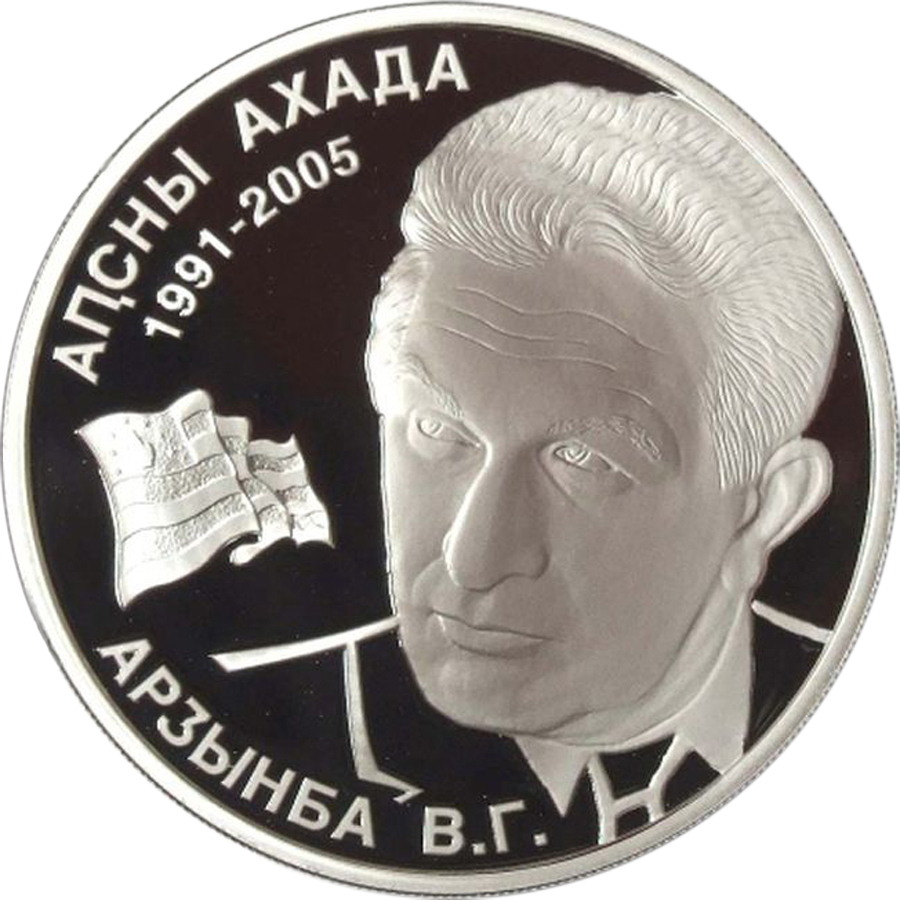
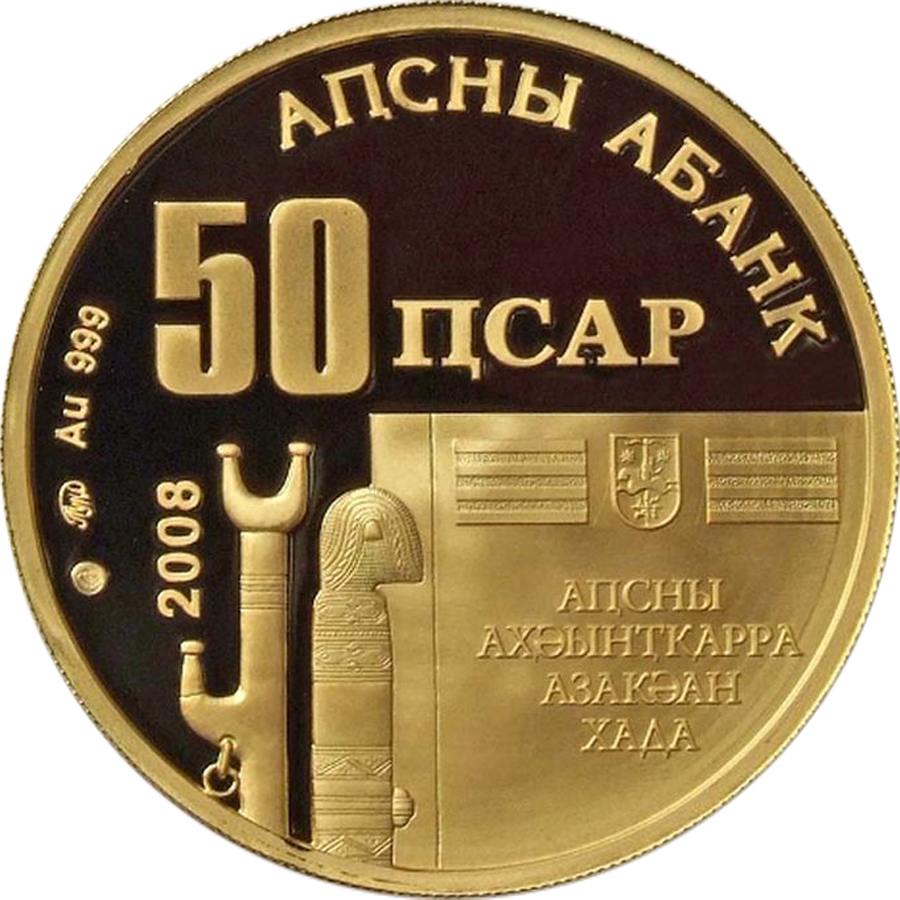
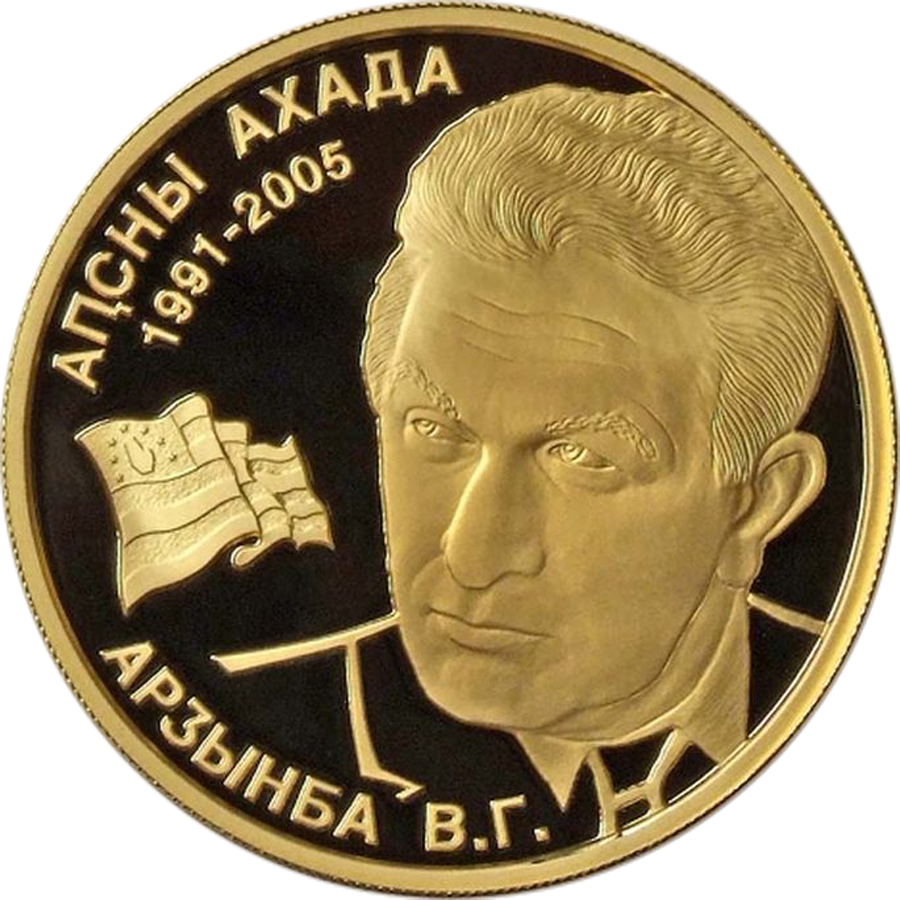
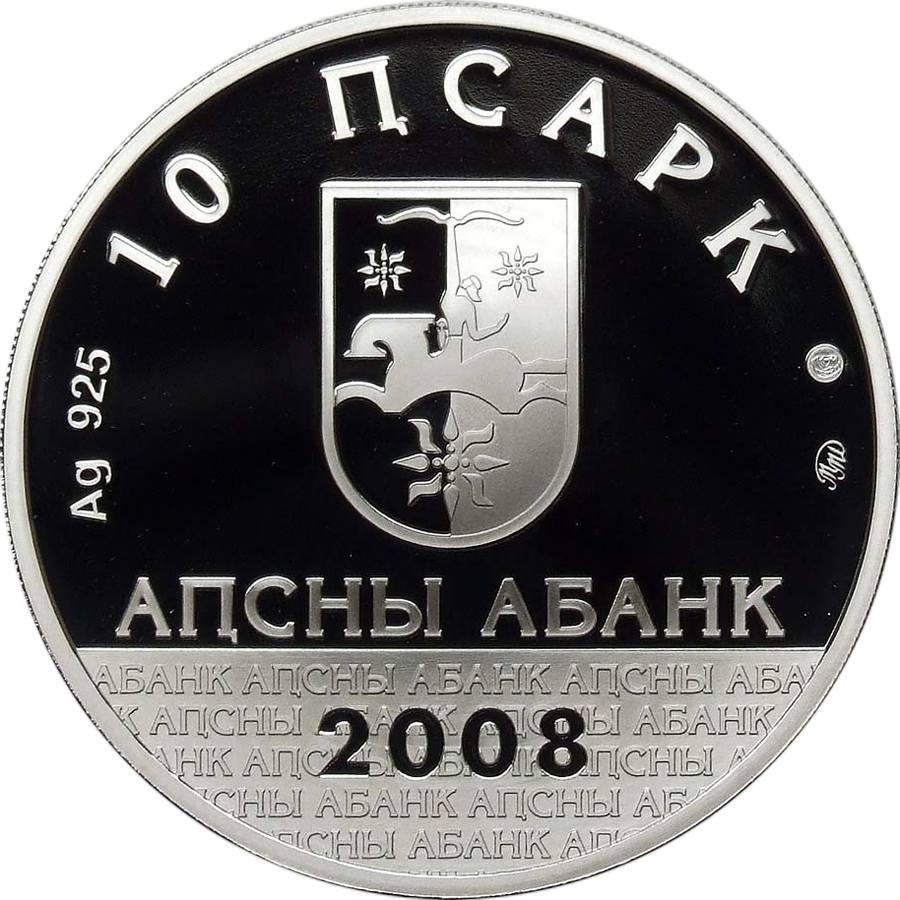
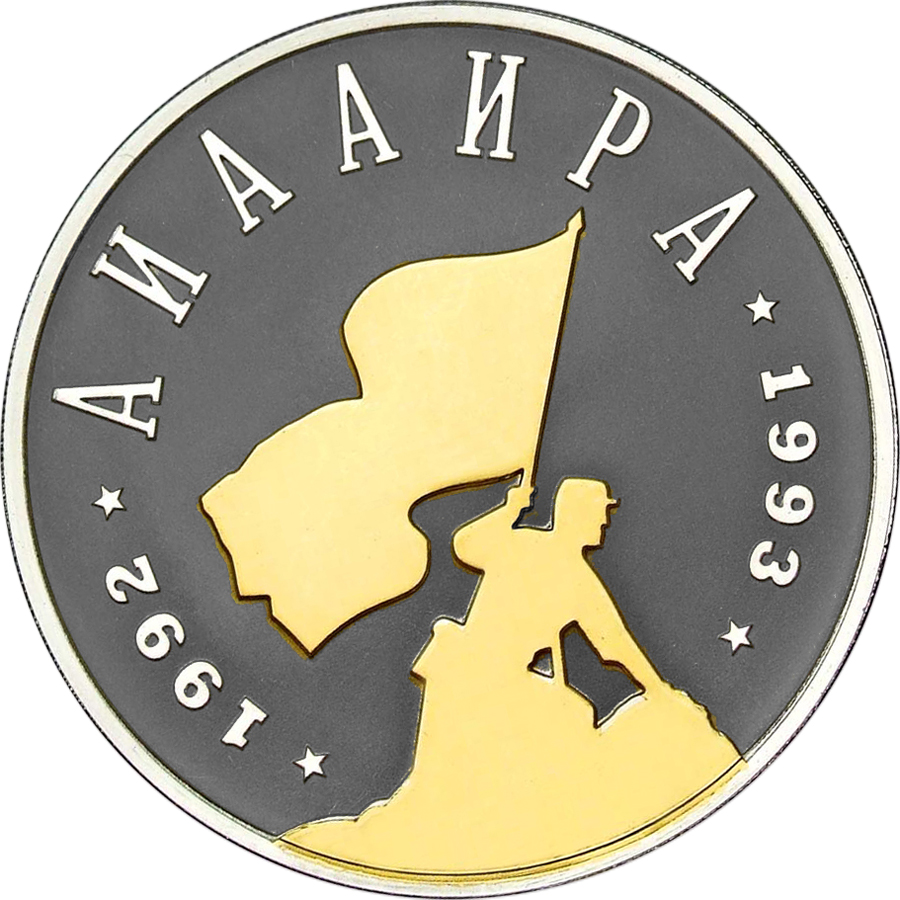
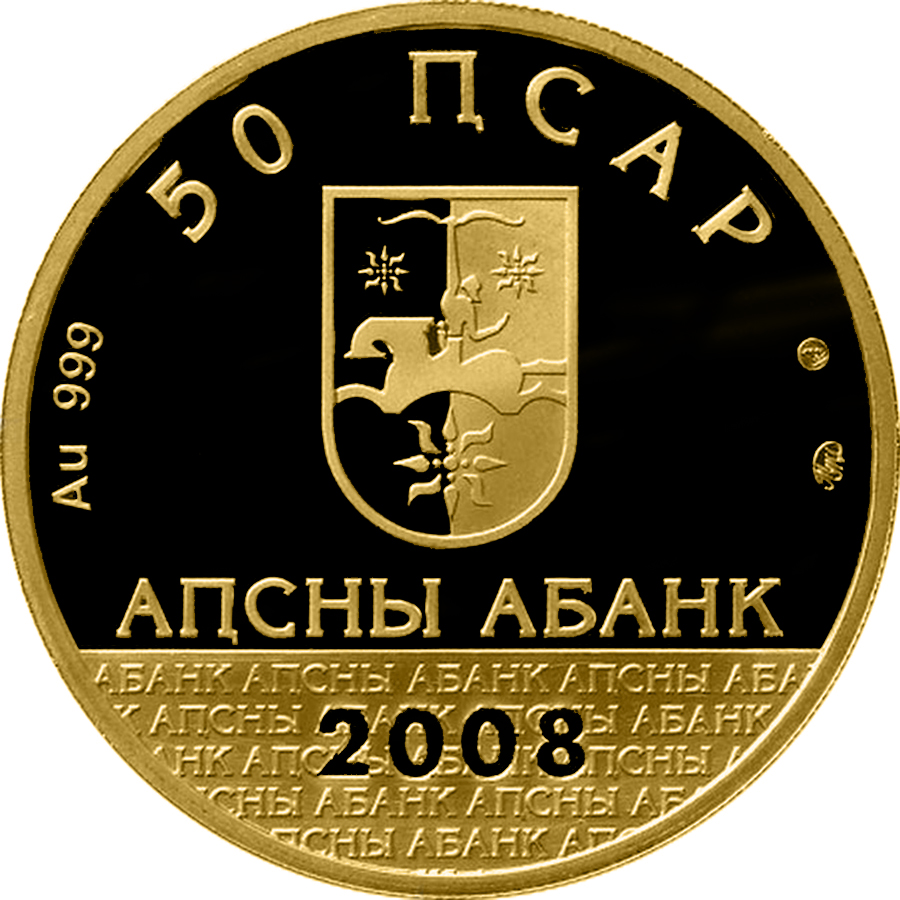
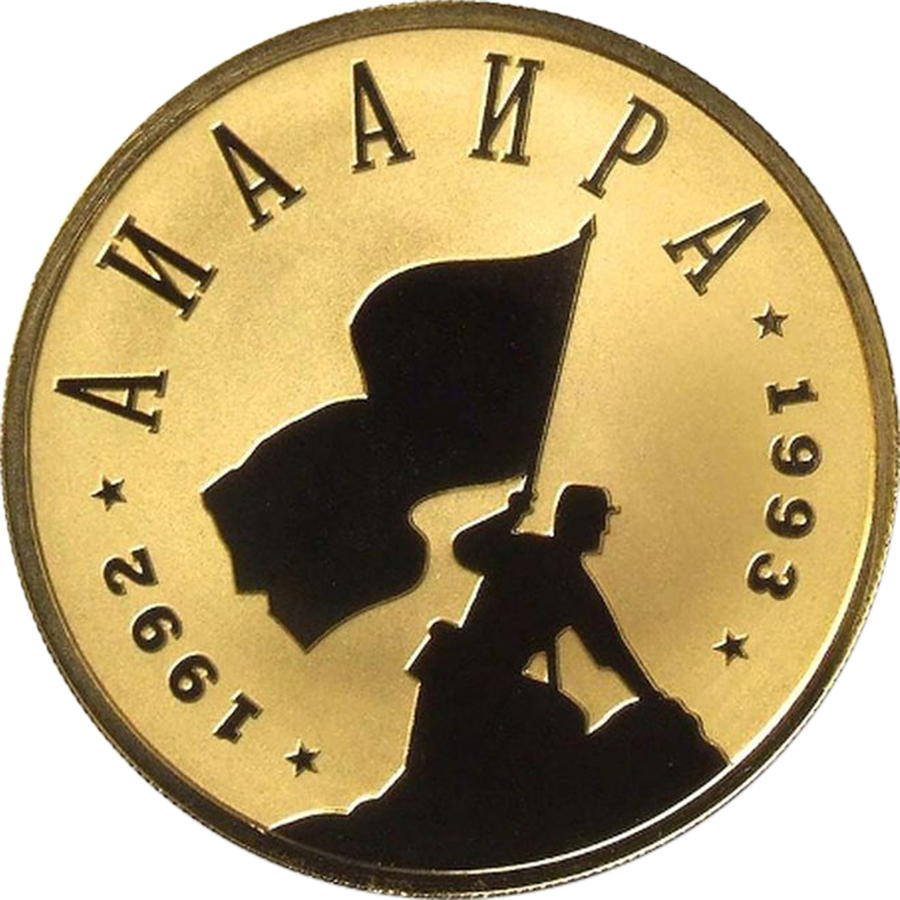
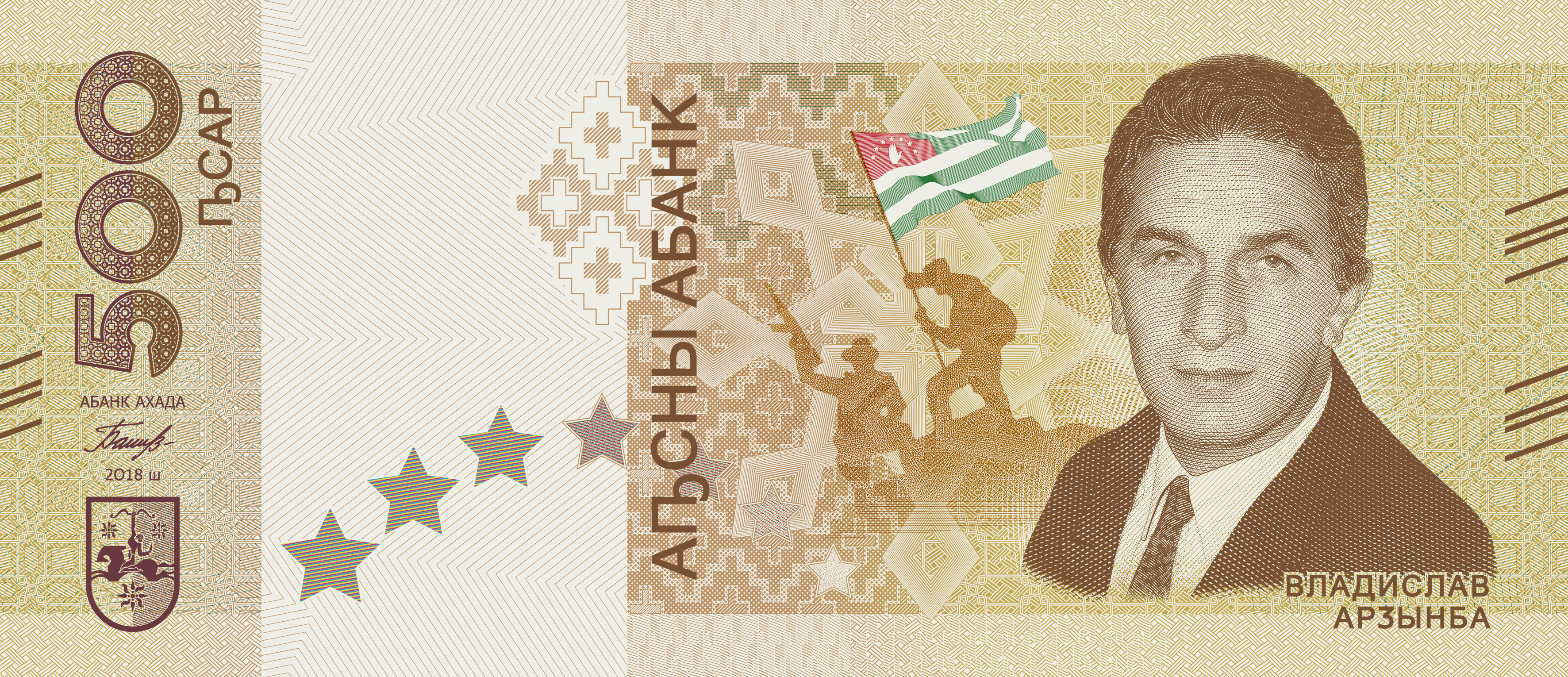
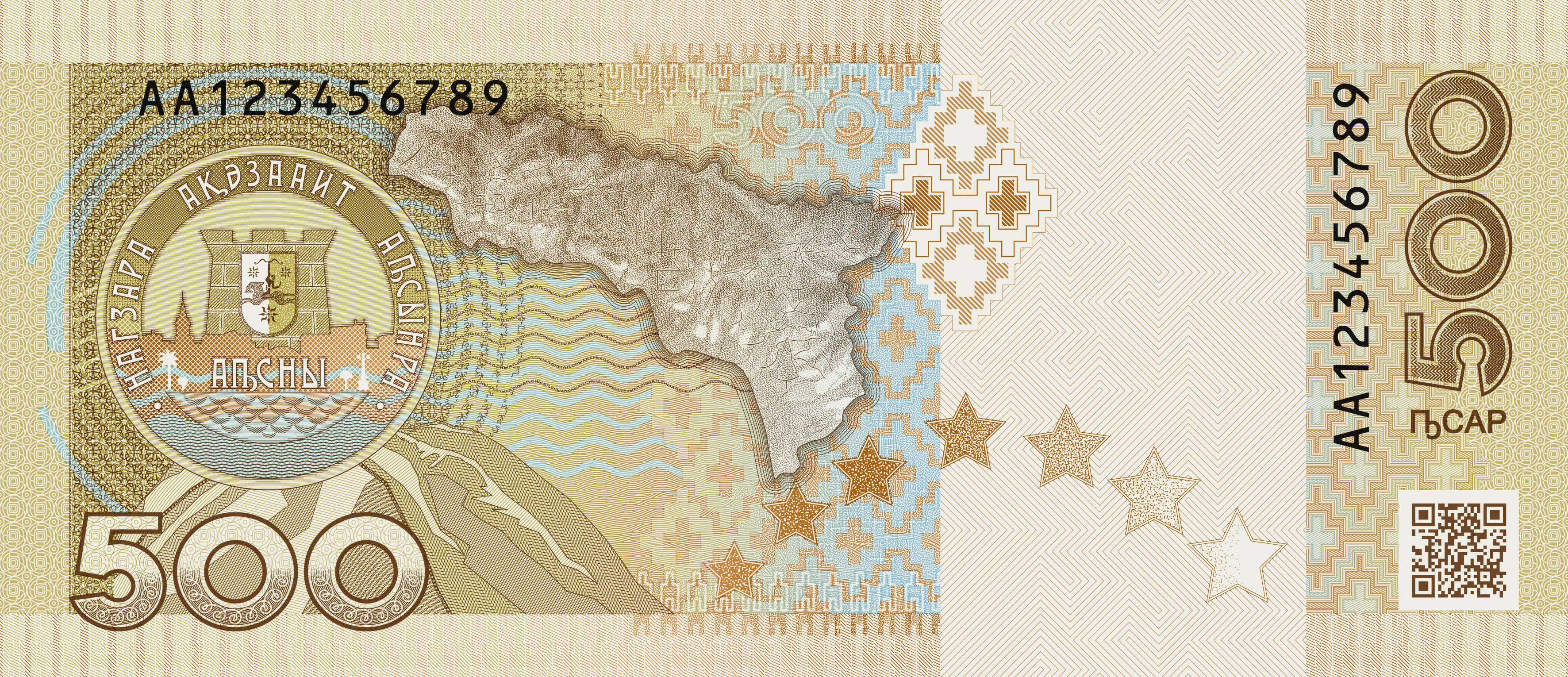